# Дитя погоды
«Дитя погоды» (яп. 天気の子 Тэнки но ко) — аниме-фильм, написанный и срежиссированный Макото Синкаем и созданный компанией CoMix Wave Films.
Выход фильма аниме состоялся в Японии 19 июля 2019 года. Главные роли озвучили Котаро Дайго и Нана Мори. Над фильмом также работали Ацуси Тамура и Хироси Такигути. Музыку для фильма написала группа RADWIMPS. За день до премьеры в Японии был опубликован роман-адаптация киноистории, лицензию на который в России приобрело издательство «Истари комикс». 25 июля вышел первый выпуск манга-адаптации, иллюстрированный Ватари Куботой. Япония выдвинула фильм на соискание кинопремии «Оскар» в категории «Лучший фильм на иностранном языке», однако он не попал в номинацию.

## Сюжет
Старшеклассник Ходака Морисима переезжает с удалённого острова в Токио, где сразу сталкивается с трудностями. Он ведёт в городе уединённую жизнь, однако ему удаётся устроиться писателем в агентство, продающее жёлтой прессе статьи о сверхъестественном. С момента его приезда в столицу изо дня в день идёт дождь. В суете делового города он встречает девушку по имени Хина Амано. В силу определённых обстоятельств Хина живёт вместе со своим младшим братом, при этом она жизнерадостная и сильная. Помимо прочего, она обладает одной примечательной способностью: она умеет останавливать дождь и разгонять тучи. Ходака предлагает девушке начать зарабатывать на этом деньги, и она соглашается. К ним поступает множество заказов на хорошую погоду и однажды Хина признается, что ей нравится эта работа, так как она делает людей счастливыми. Но полиция подозревает Ходаку в незаконном хранении оружия и начинает его искать. Под удар попадает и Хина: в связи с тем, что она несовершеннолетняя, у неё хотят забрать младшего брата. Всей троице приходится скрываться. Накопленных средств хватает, чтобы снять номер в отеле. Там Ходака поздравляет Хину с днём рождения и дарит кольцо. Девушка же признается ему, что все жрицы погоды рано или поздно должны уйти на небо, только тогда закончится бесконечный дождь. Проснувшись утром, Ходака замечает, что Хина исчезла, а за окном ясная погода. В этот момент в номер врывается полиция и забирает детей в участок. Но Ходаке удаётся сбежать: он направляется к зданию, на крыше которого находится алтарь, где Хина однажды научилась управлять погодой. С его помощью можно попасть на небо и вернуть Хину. Но в здании его снова настигнет полиция и преграждает путь. Тут на помощь приходит брат Хины, которому тоже удалось сбежать, и задерживает полицию. Ходака добирается до алтаря, возносится на небо, находит Хину и возвращает её на землю. Снова начинается сильный дождь.
Проходит 3 года. Токио практически полностью затоплен и передвижение возможно только на лодках. Ходака был пойман полицией и отправлен домой, но сейчас он снова приезжает в столицу. Прогуливаясь по улице, он замечает девушку, которая молится, смотря на затонувший город. Это Хина. Они воссоединяются, и Ходака обещает ей, у них всё будет хорошо.
В аниме есть отсылка на другую работу Синкая - "Твоё имя".  В одном из эпизодов Ходака и Хина приходят на заказ к пожилой женщине где их встречает её внук - Таки Татибана. В другом - Ходака долго не может выбрать кольцо для Хины, и работница магазина помогает ему. Если обратить внимание на бейджик, можно заметить что там написано "Мицуха Миямидзу". 

## Персонажи
- Ходака Морисима (яп. 森嶋 帆高 Морисима Ходака) — старшеклассник, переехавший с удалённого острова в Токио, где смог устроиться на работу в агентство, пишущее статьи о сверхъестественном.

Сэйю: Котаро Дайго
- Хина Амано (яп. 天野 陽菜 Амано Хина)[7] — жизнерадостная и сильная девушка, живущая с младшим братом. Обладает способностью управлять погодой.

Сэйю: Нана Мори
- Кэйсукэ Суга (яп. 須賀 圭介 Суга Кэйсукэ) — писатель, который спасает Ходаку, а затем нанимает его на работу.

Сэйю: Сюн Огури
- Нацуми Суга (яп. 須賀 夏美 Суга Нацуми) — студентка, которая работает в одной компании с Ходакой и Кэйсукэ, племянница последнего.

Сэйю: Цубаса Хонда
- Фуми Татибана (яп. 立花 冨美 Татибана Фуми) — пожилая женщина, которую посещает Ходака.

Сэйю: Тиэко Байсё
- Наги Амано (яп. 天野 凪 Амано Наги) — младший брат Хины.

Сэйю: Сакура Кирю
- Ясуи (яп. 安井 Ясуи) — пожилой, опытный офицер полиции.

Сэйю: Сэи Хираидзуми
- Такаи (яп. 高井 Такаи) — молодой офицер полиции.

Сэйю: Юки Кадзи
- Аянэ (яп. アヤネ) — подруга Наги.

Сэйю: Аянэ Сакура
- Кана (яп. カナ) — подруга Наги.

Сэйю: Кана Ханадзава
- Мицуха Миямидзу (яп. 宮水 三葉 Миямидзу Мицуха) — продавщица в магазине ювелирных украшений в 2021 году. Главная героиня предыдущего фильма Синкая «Твоё имя».

Сэйю: Монэ Камисираиси
- Таки Татибана (яп. 立花 瀧 Татибана Таки) — внук Фуми, 14 августа 2021 года посетил дом своей бабушки, где встретил Хину и Ходаку. Главный герой предыдущего фильма Синкая «Твоё имя».

Сэйю: Камики Рюносукэ

## Музыка
Музыка для фильма была написана группой RADWIMPS, с которой Синкай уже работал над своим предыдущим фильмом «Твое имя». Группа сочинила 26 инструментальных композиций, а также пять тематических песен, часть из которых была записана совместно с актрисой Токо Миурой.

## Создатели
- Автор оригинала, режиссёр и сценарист: Макото Синкай.
- Дизайн персонажей: Масаёси Танака.
- Художник-постановщик: Ацуси Тамура.
- Арт-директор: Хироси Такигути.
- Производство: CoMix Wave Films.

## Производство
2 августа 2018 года Макото Синкай объявил о том, что занят работой над новым полнометражным фильмом, премьера которого состоится 19 июля 2019 года.

«Тема погоды найдет отклик в каждом. Почти все люди хотя бы раз в день думают о ней и произносят слово „погода“. Это одновременно и глобальное явление, и нечто очень важное для каждого человека лично. В любой день из-за погоды может измениться настроение или даже поведение».
— Макото Синкай, режиссер, сценарист и автор идеи

### Кастинг
Более 2000 человек прослушивались на роли двух главных героев фильма; выбор пал на Котаро Дайго и Нану Мори. Сэйю, занятые в предыдущем фильме Синкая «Твоё имя», повторили роли Таки, Мицухи и Ёцухи. 29 мая 2019 года был объявлен вспомогательный актёрский состав: Сюн Огури (Кэйсукэ Суга), Цубаса Хонда (Нацуми Суга), Тиэко Байсё (Фуми Татибана), Сакура Кирю (Наги Амано), Сэи Хираидзуми (Ясуи) и Юки Кадзи (Такаи).

### Озвучивание
Дайго (Ходака Морисима) и Мори (Хина Амано) начали озвучивать своих персонажей 27 апреля 2019 года.

### Место действия
Сюжет фильма разворачивается в Синдзюку (одном из 23 специальных районов Токио), а также частью большой сцены становится квартал красных фонарей — Кабуки-тё — с его красочной, шумной, бурлящей жизнью. В поисках подходящих мест и видов создатели фильма обращались к консультантам и выезжали на натуру.

## Маркетинг

Оригинальный логотип фильма «Дитя погоды»

Фильм был официально анонсирован на пресс-конференции 13 декабря 2018 года. Первый тизер-трейлер появился в сети 10 апреля, ровно за 100 дней до премьеры фильма в Японии. Второй трейлер был опубликован 28 мая. 14 июня на Международном кинофестивале анимационных фильмов в Анси (Франция) картина «Дитя погоды» была представлена продюсером Гэнки Кавамурой студентам и профессионалам индустрии. Также до начала проката в Японии компания Uniqlo выпустила специальные футболки с изображениями, вдохновленные картиной «Дитя погоды» и другими аниме Макото Синкая. Многие другие фирмы также выпустили продукцию и рекламу, вдохновленную фильмом.
Русская версия трейлера была опубликована в интернете 29 августа.

## Релиз
Помимо Японии, фильм «Дитя погоды» был выпущен в Индонезии, Вьетнаме, Малайзии и Сингапуре. 28 августа компания Pioneer Films выпустила его на Филиппинах. По словам продюсера картины Гэнки Кавамуры, 53 000 человек подписали петицию с просьбой о прокате картины в Индии. 10 августа в официальном твиттер-аккаунте фильма было объявлено, что фильм «Дитя погоды» будет показан в 20 индийских городах, включая Мумбаи и Дели. За дистрибуцию взялись компании PVR Pictures и Vkaao. «Дитя погоды» стал первым в истории японским аниме, вышедшим в кинотеатральный прокат в Индии.
Также картина выйдет в Южной Корее, Таиланде, Китае. Компания GKIDS приобрела права на показ фильма в Северной Америке. В Европе премьера состоялась 12 октября на кинофестивале «Scotland Loves Animation». За прокат картины в Великобритании и Ирландии взялась компания Anime Limited. 14 октября картина вышла в Италии, а 29 ноября — в Испании (благодаря дистрибьютору Selecta Visión). В Новой Зеландии и Австралии прокат фильма «Дитя погоды» стартовал 22 августа.
В сентябре картина была показана на Международном кинофестивале в Торонто, а 25 октября, в Москве, в рамках Большого фестиваля мультфильмов в кинотеатре «Октябрь». В российский прокат «Дитя погоды» вышло 31 октября.

## Кассовые сборы
Изначально в Японии фильм «Дитя погоды» был показан в 359 кинотеатрах на 448 экранах. Было продано 1 159 020 билетов. Картина заработала 1 643 809 400 иен (около 15,22 млн долларов) за первые три дня проката, что превзошло сборы предыдущего фильма Синкая «Твоё имя» на 28,6 % за такой же отрезок времени.
По состоянию на 25 августа было продано восемь миллионов билетов, и суммарно картина заработала 10,73 миллиарда иен (около 101 миллиона долларов США), заняв девятое место в рейтинге самых кассовых фильмов, выходивших когда-либо в японский прокат.

## Критика
На сайте Rotten Tomatoes 100 % критиков дали фильму «Дитя погоды» положительный отзыв. Средний рейтинг 11 опубликованных рецензий — 7,14 / 10. Журналист Forbes назвал картину невероятной и признал, как уникально создатели воплотили в жизнь Токио. В IndieWire также отметили, что Токио никогда ещё не был столь ярким и живым. Издание The Japan Times заявило, что технически Синкай превзошел себя, и «Дитя погоды» — увлекательный аттракцион
. В свою очередь Джеймс Марш из South China Morning Post, также похвалив фильм за анимацию, обратил внимание на незаконченные нити сюжета и его прямоту в сравнении с сюжетом «Твоего имени». Издание The Star описало свои впечатления от фильма так: «„Дитя погоды“ может похвастаться прекрасным визуалом и привлекательными персонажами. История так же праведна, как дождь».

## Адаптации
- 30 апреля в Твиттере Синкай анонсировал информацию о том, что он дописал роман-адаптацию «Дитя погоды». Роман был выпущен в печатном и электронном форматах издательством Kadokawa Sneaker Bunko 18 июля 2019 года.
- 25 июля в журнале Monthly Afternoon, принадлежащем компании Kodansha, вышел первый выпуск манга-адаптации, иллюстрированный Ватари Куботой. Было анонсировано, что первая страница манги будет цветной.